# Климово (Большесельский район)
В Ярославской области ещё три деревни в таким названием: в Мышкинском, Переславском и Первомайском районах.
Климово — деревня в Благовещенском сельском поселении Большесельского района Ярославской области.
Деревня Климова указана на плане Генерального межевания Рыбинского уезда 1792 года.

## Население
По данным статистического сборника «Сельские населенные пункты Ярославской области на 1 января 2007 года», в деревне Климово проживает 18 человек.

## География
Деревня находится в северной части района на северо-восток от районного центра Большое Село. Она стоит на правом берегу реки Черёмуха между устьями двух правых притоков Чернавка и Языковка, от каждого из которых удалена примерно на 1 км. На расстоянии около 500 м к северу параллельно берегу Черёмухи проходит дорога, на которой стоят деревни Шарапово к северо-западу, вблизи левого берега Языковки, и Ваулово к северо-востоку, на правом берегу Чернавки. На расстоянии около 1,5 км к западу от Климово на правом берегу Черёмухи, вниз по течению стоит деревня Рождество, в ней имеется мост через Черёмуху, дорога через него выводит на левый берег Черёмухи в деревню Новое Гостилово.